# Xylopolia fulvirenforma
Xylopolia fulvirenforma là một loài bướm đêm trong họ Noctuidae.